# Horst Förster (Fußballspieler)
Horst Förster (* 21. Juli 1947 in Plauen) ist ein ehemaliger deutscher Fußballspieler im Sturm. Er spielte für den FC Karl-Marx-Stadt in der DDR-Oberliga.

## Karriere
Förster spielte bis 1967 bei der BSG Motor Bautzen. Anschließend trat er ein Jahr für die ASG Vorwärts Löbau an, bevor er sich der 1968 der BSG Aktivist Schwarze Pumpe anschloss, wo er bis 1970 blieb. Förster wechselte zur BSG Energie Cottbus, für die er zwei Spiele in der zweitklassigen DDR-Liga absolvierte und ein Tor schoss. Bereits 1971 ging er zum Oberligisten FC Karl-Marx-Stadt. Dort debütierte er am ersten Spieltag der Saison 1971/72, als er am 28. August 1971 beim 1:1-Unentschieden gegen den 1. FC Union Berlin in der 78. Minute für Joachim Müller eingewechselt wurde. In der Spielzeit kam Förster zwölf weitere Male zum Einsatz und erzielte am 25. März 1972 beim 4:1-Sieg gegen den Halleschen FC Chemie sein erstes Tor in der Oberliga. In den folgenden Spielzeiten konnte er sich nie als Stammspieler etablieren und wurde gelegentlich eingewechselt. Insgesamt absolvierte Förster 34 oder 35 Spiele für den FC Karl-Marx-Stadt. Nach einer Spielzeit bei der zweiten Mannschaft, wechselte er zur BSG Motor Ascota Karl-Marx-Stadt in die Bezirksliga.